# Unidad máxima de transferencia
La unidad máxima de transferencia (Maximum Transmission Unit - MTU) es un término de redes de computadoras que expresa el tamaño en bytes de la unidad de datos más grande que puede enviarse usando un protocolo de comunicaciones.
Ejemplos de MTU para distintos protocolos usados en Internet:
- Ethernet: 1500 bytes
- PPPoE: 1492 bytes
- ATM (AAL5): 9180 bytes
- FDDI: 4470 bytes
- PPP: 576 bytes

Para el caso de IP, el máximo valor de la MTUs es 64 Kilobytes (216 - 1). Sin embargo, ese es un valor máximo teórico, pues, en la práctica, la entidad IP determinará el máximo tamaño de los datagramas IP en función de la tecnología de red por la que vaya a ser enviado el datagrama. Por defecto, el tamaño de datagrama IP es de 576 bytes. Solo pueden enviarse datagramas más grandes si se tiene conocimiento fehaciente de que la red destinataria del datagrama puede aceptar ese tamaño. En la práctica, dado que la mayoría de máquinas están conectadas a redes Ethernet o derivados, el tamaño de datagrama que se envía es con frecuencia de 1500 bytes. 
Los datagramas pueden pasar por varios tipos de redes con diferentes tamaños aceptables antes de llegar a su destino. Por tanto, para que un datagrama llegue sin fragmentación al destino, ha de ser menor o igual que el menor MTU de todas las redes por las que pase.
En el caso de TCP/UDP, el valor máximo está dado por el MSS (Maximum Segment Size), y toma su valor en función de tamaño máximo de datagrama, dado que el MTU = MSS + cabeceras IP + cabeceras TCP/UDP. En concreto, el máximo tamaño de segmento es igual al máximo tamaño de datagrama menos 40 (que es número mínimo de bytes que ocuparán las cabeceras IP y TCP/UDP en el datagrama).

## Posibles problemas
Cada vez más redes bloquean el tráfico ICMP (p.ej. para evitar ataques de denegación de servicio), lo que impide que funcione el descubrimiento del MTU de la ruta. A menudo pueden detectarse estos bloqueos si la conexión funciona con un tráfico bajo de datos pero se bloquea cuando un host envía un bloque grande de datos de una vez. También, en una red IP, la ruta desde el origen al destino a menudo se modifica dinámicamente por diferentes motivos (balanceo de carga, congestión, etc.); esto puede hacer que la MTU de la ruta varíe (a veces repetidamente) durante una transmisión, lo cual puede ocasionar que los siguientes paquetes se desechen antes de que el host encuentre una nueva MTU fiable para la ruta.